# Zahrádka (Slapsko)
Zahrádka (německy Sachradka) je malá vesnice, část obce Slapsko v okrese Tábor v Jihočeském kraji. Nachází se asi 1,5 kilometru severozápadně od Slapska. Je zde evidováno 16 adres. V roce 2011 zde trvale žilo sedmnáct obyvatel.
Zahrádka leží v katastrálním území Slapsko o výměře 6,54 km².

## Historie
První písemná zmínka o vesnici pochází z roku 1381.

## Obyvatelstvo
| Rok            | 1869 | 1880 | 1890 | 1900 | 1910 | 1921 | 1930 | 1950 | 1961 | 1970 | 1980 | 1991 | 2001 | 2011 | 2021 |
| -------------- | ---- | ---- | ---- | ---- | ---- | ---- | ---- | ---- | ---- | ---- | ---- | ---- | ---- | ---- | ---- |
| Počet obyvatel | 111  | 124  | 69   | 78   | 86   | 83   | 76   | 50   | 37   | 39   | 22   | 14   | 13   | 17   | 17   |
| Počet domů     | 15   | 14   | 14   | 14   | 13   | 13   | 13   | 12   | 10   | 10   | 7    | 13   | 11   | 13   | 15   |

## Obecní správa
Při sčítání lidu v letech 1850–1960 Zahrádka byla osadou obce Vrcholtovice, se kterým patřila nejprve do okresu Tábor, ale v roce 1950 v okrese Votice. V letech 1961–1974 byla částí obce Slapsko v okrese Tábor. Od 1. ledna 1975 do 23. listopadu 1990 byla částí obce Oldřichov v okrese Tábor. Od 24. listopadu 1990 je opět částí obce Slapsko v okrese Tábor.